# 銷形蝕骸
《銷形蝕骸》（英語：Thinner）是美國小說家史蒂芬·金以「理查·巴克曼」的筆名發表，在1984年出版的恐怖小說。

## 劇情概要
威廉·比利·海勒克（Willaim Billy Halleck）是一名在律師事務所工作、身材偏肥胖的男性。某日海勒克在意外情況之下，撞死了一名吉普賽婦人，但之後海勒克在朋友的協助下在法院被判無罪免刑。
正當海勒克從法院走出時，一位吉普賽老人冷不防地冒出來摸著他的臉、並對他唸著「變瘦」。之後海勒克發現他的體重開始每一天沒來由地往下掉，而他的生活也因此逐漸失控起來。

## 改編影音作品
派拉蒙電影公司以此小說改編為電影《瘦到死》於1996年上映。片中主角由勞勃·約翰·柏克飾演，而作者史蒂芬·金也在片中穿插一角演出。

## 外部連結
- （英文）史蒂芬·金官方網站上的《銷形蝕骸》介紹 （页面存档备份，存于）